# 3フィート軌間

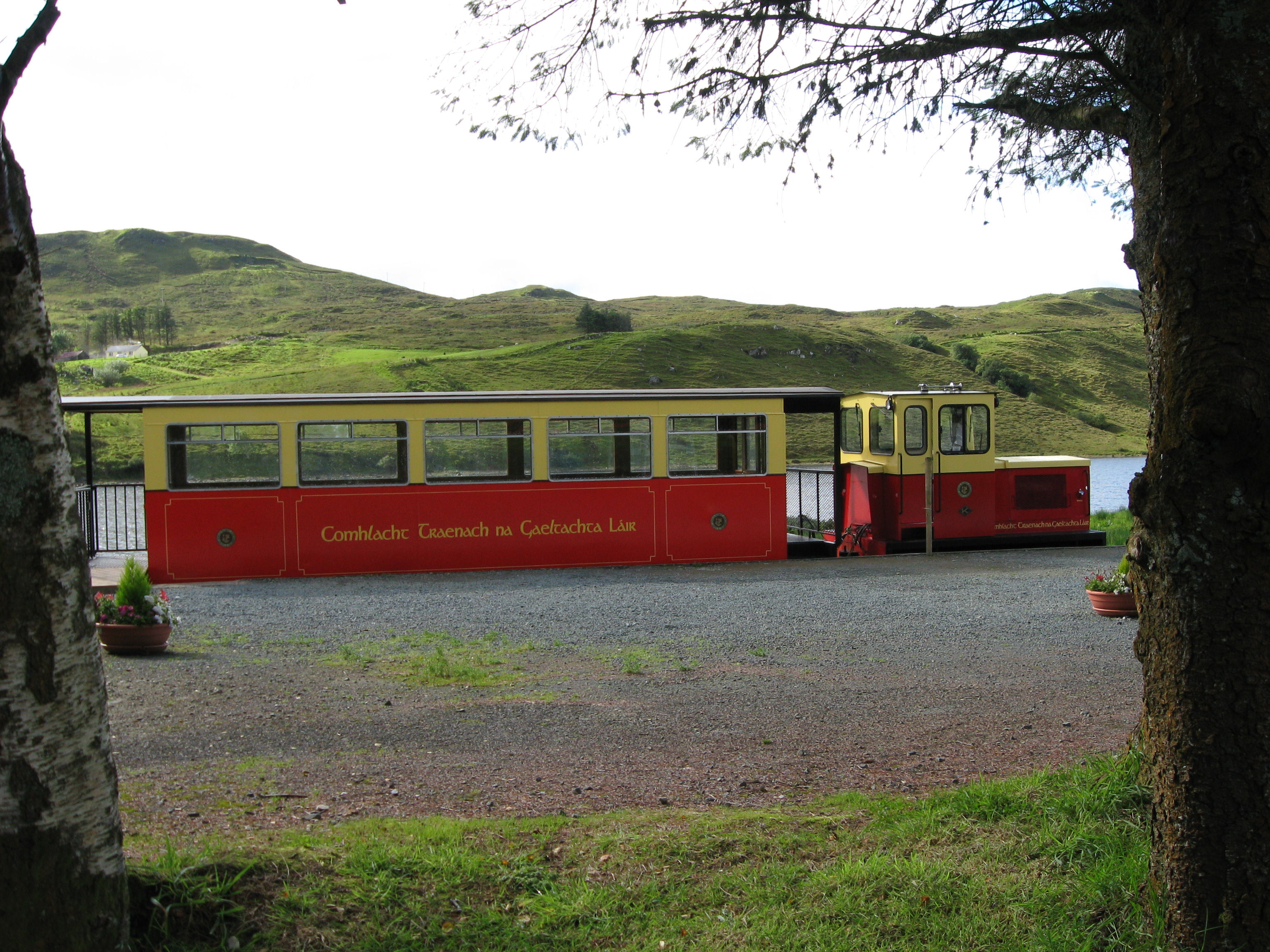
アイルランドドニゴール県にあるフィンタウン駅

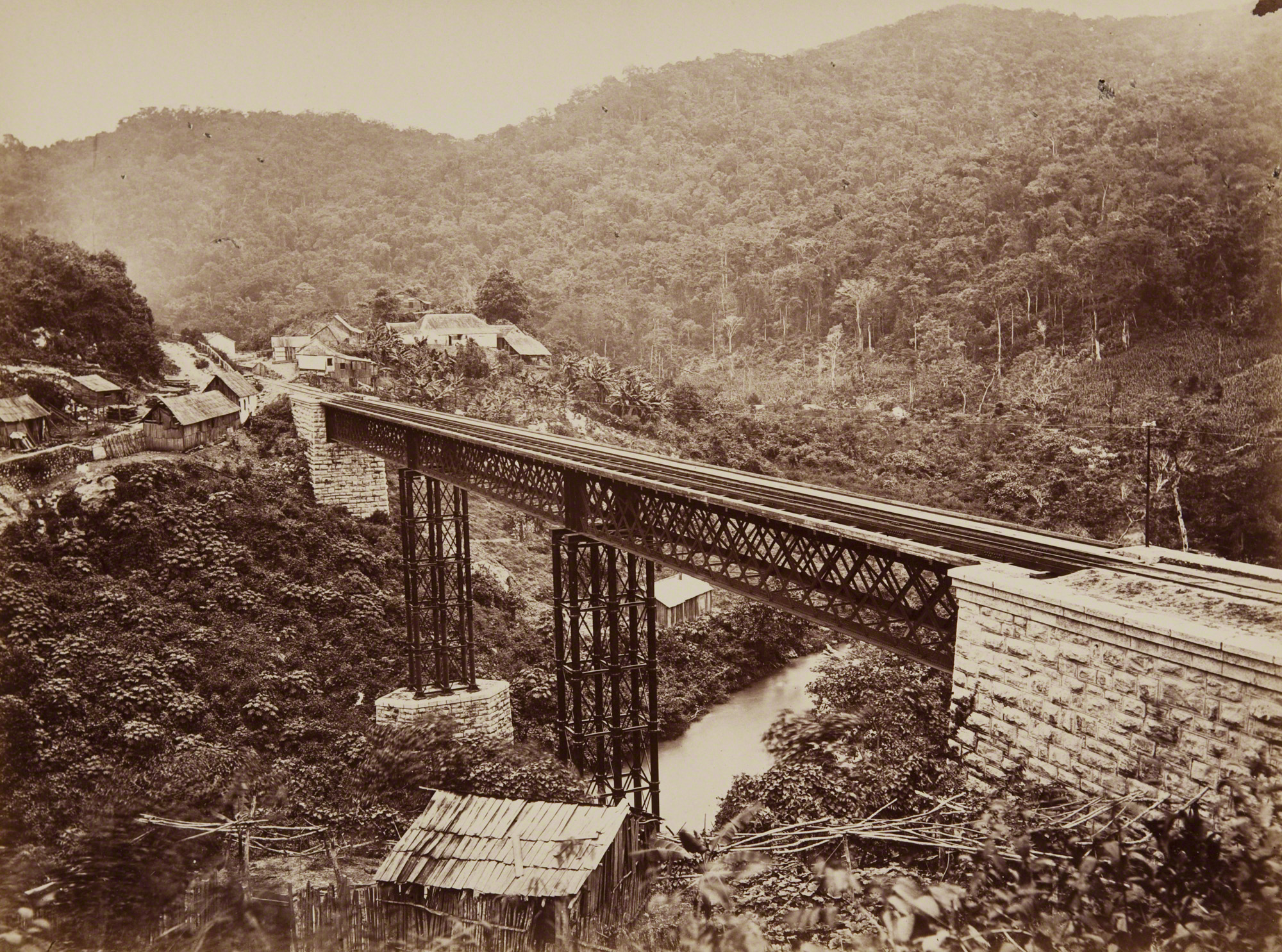
1883年に廃止されたメキシコ国鉄の橋

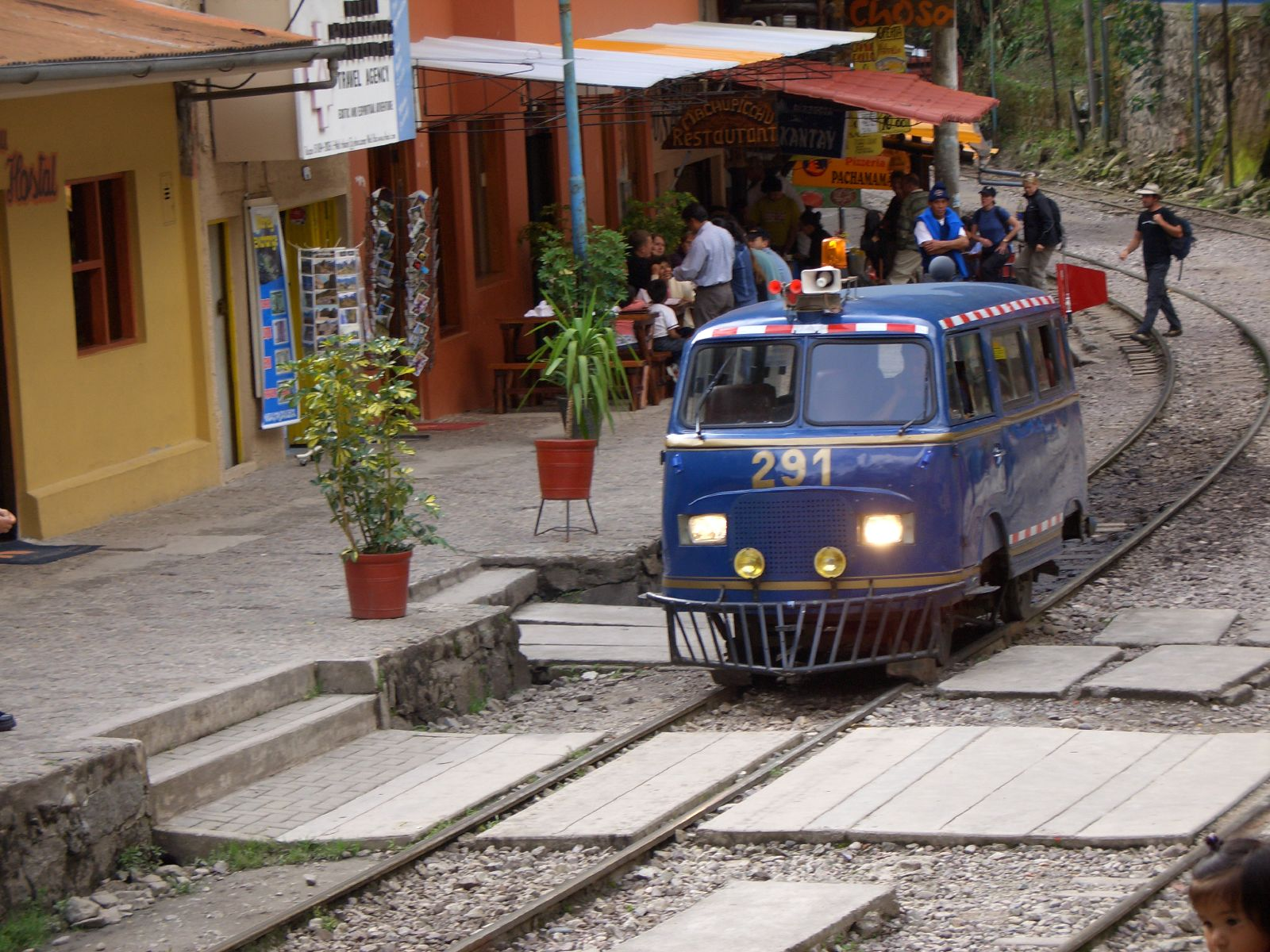
マチュ・ピチュ付近のペルー・レイルで運行されているレールバス

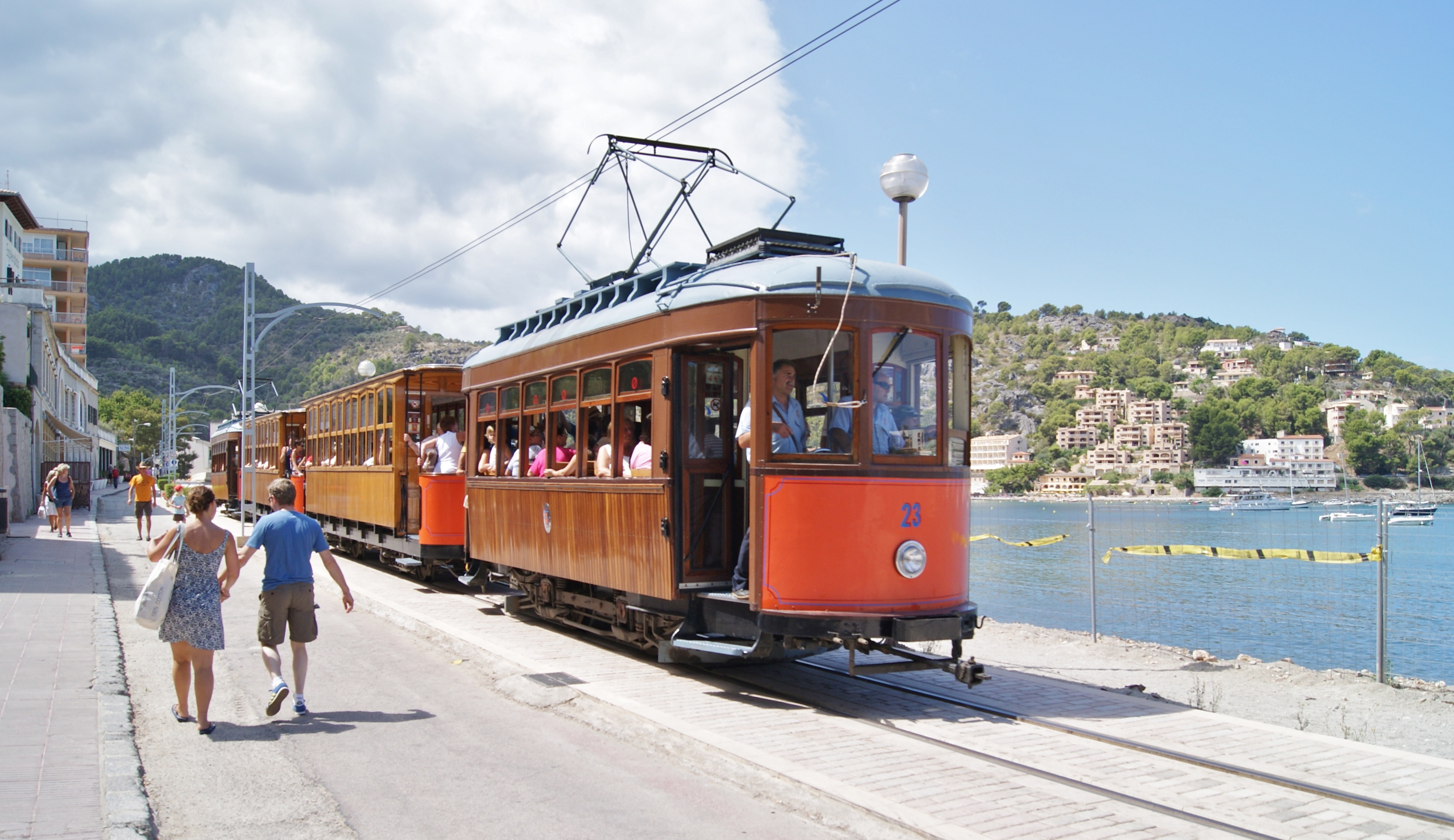
スペインのマヨルカ島で運行中のソーリェル鉄道の車両

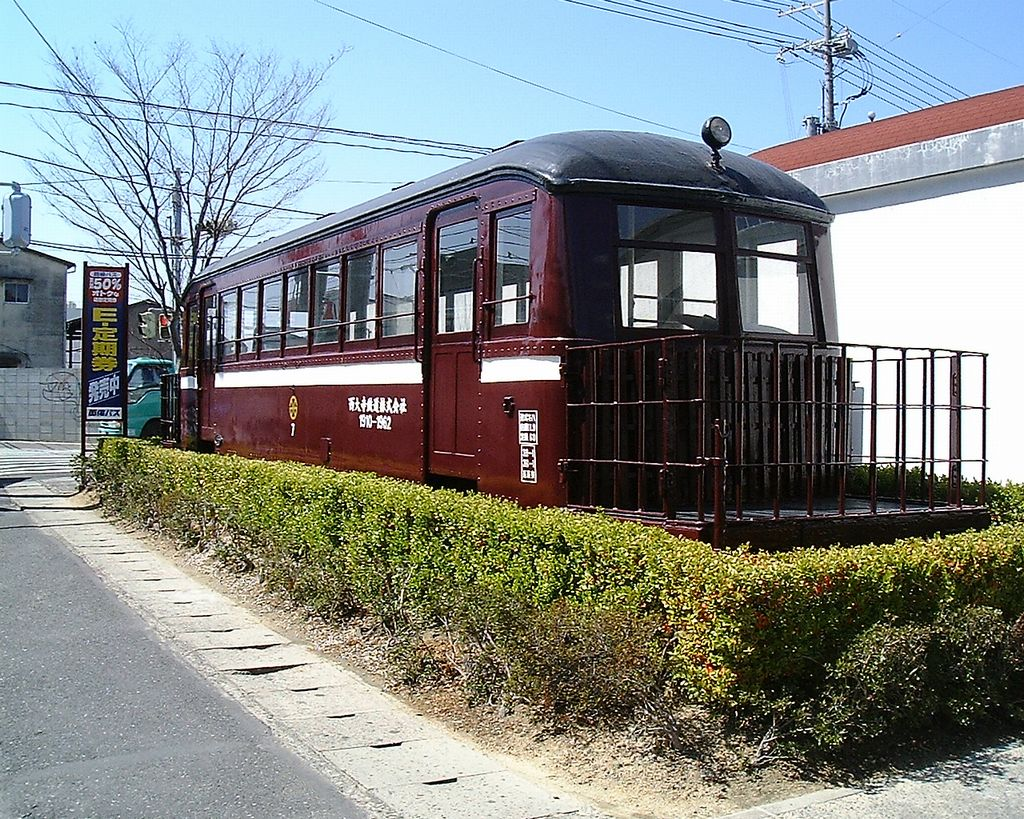
日本の西大寺鉄道で使用されていた車両

3フィート軌間（以下、914 mm軌間）は、狭軌の一種である。一般に北アメリカ、中央アメリカ、南アメリカ地域の鉄道で採用されている。アイルランドでは、多くの幹線以外の路線および産業用路線が914 mm軌間で建設され、そして、マン島では主要な軌間となり、この地域の標準の軌間となった（マンクス・スタンダード・ゲージ）。914 mm軌間の鉄道は、孤立した山岳地帯、小さな島、大規模な遊園地とテーマパーク（下の表を参照）でよく見られる。この軌間の鉄道は鉄道模型（特にGゲージ）でも人気があり、これらの鉄道の模型のプロトタイプが、Accucraft Trains（米国）、Aristo-Craft Trains（米国）、バックマン（香港）、Delton Locomotive Works（米国）、LGB（ドイツ）、PIKO（ドイツ）など、世界の鉄道模型会社によって作成されている。
日本においては朝倉軌道・中央軌道・両筑軌道・南筑軌道・菊池軌道（現・熊本電気鉄道）など北部九州に多く存在したが改軌や廃止により太平洋戦争終結までに消滅し、戦後も運行していたのはそれらからは離れた岡山県の西大寺鉄道のみであった。西大寺鉄道は並行路線である赤穂線の開業とともに1962年に廃止され、いったん日本で営業用鉄道の使用例は消滅したが、1988年に開業したケーブルカーの青函トンネル竜飛斜坑線がこの軌間を採用し、2023年時点では日本で唯一の営業路線となっている。このほかに、鉄道事業法によらない観光用施設に使用例が見られる。

## 導入例
| 国/地域          | 鉄道 |
| ---------------- | --- |
| オーストラリア   | - パウエルタウントラムウェイ (廃止) |
| ベリーズ         | - スタン・クリーク鉄道 |
| ブラジル         | - レジーナ・コエリ学校のケーブルカー（運行中） - ノッサ・セニョーラ・ダ・グロリア・ド・オウテイロ教会のケーブルカー（運行中） |
| カナダ           | - BCフォレストディスカバリーセンター (運行中) - コロンビアおよびウエスタン鉄道 (廃止) - カスロとスロカン鉄道 (廃止) - キンバリー地下鉱山鉄道 (運行中) - クロンダイク鉱山鉄道 (廃止) - ノースウエスタンコールアンドナビゲーション会社 (廃止) - サリバン鉱山 (廃止) - 西部開発博物館短距離線(運行中) - ホワイト・パス・アンド・ユーコン・ルート (アメリカ合衆国アラスカ州に越境）（保存鉄道として運行中) - ホワイトホース・ウォーターフロント・トロリー (保存鉄道として運行中) |
| コロンビア       | →詳細は「 コロンビアの鉄道 」を参照 |
| キューバ         | - レクリエーション鉄道（Ferrocarril Recreacional）（廃止） (レーニン公園（現存）に存在した) |
| エルサルバドル   | →詳細は「 エルサルバドルの鉄道 」を参照 |
| フランス         | - ディズニーランド鉄道 (ディズニーランド・パーク (パリ)にある) (運行中) - ディズニーランド内の馬車鉄道 (運行中) |
| ドイツ           | - サンタフェエクスプレス（Santa Fé Express） (フォートファンアベンチュアランドにある) (運行中) - ケムニッツ市電 (925 mm軌間に改軌、後に標準軌に再改軌) (運行中) |
| グアテマラ       | （運行中） |
| ガイアナ         | →詳細は「 ガイアナの鉄道 」を参照 |
| ホンジュラス     | →詳細は「 ホンジュラスの鉄道 」を参照 |
| 香港             | - 香港ディズニーランド鉄道 (香港ディズニーランドにある) (運行中) |
| アイルランド     | →詳細は「 en:List of narrow gauge railways in Ireland 」を参照 |
| イラク           | - アルザウラ・ドリームパーク（Al Zawra’a Dream Park） (運行中) |
| マン島           | →詳細は「 マン島の鉄道 」を参照 |
| 日本             | - ジョリートロリー（東京ディズニーランドのアトラクション設備、廃止） - ウェスタン村のワイパウ号・バージニア号（園内アトラクション、無期限休園中、ワイパウ号は東武ワールドスクウェアへ移設のうえ展示） - 小岩井農場の馬車鉄道(運行中) - 菊池軌道 (1067 mm軌間に改軌) (運行中) - 西大寺鉄道 (廃止) - 青函トンネル竜飛斜坑線 (運行中) - 小樽市総合博物館内のアイアンホース号（運行中）                                                                                          |
| クウェート       | - クウェート・エンターテイメントシティ (運行中) |
| メキシコ         | - ユカタン連合鉄道 (廃止) - メキシコ横断鉄道 (一部は廃止、残りは標準軌へ改軌) - メキシコ国鉄 (ヒ一部路線、標準軌に改軌) (廃止) - エローエス・メヒカーノ公園（Parque Héroes Mexicanos） (運行中) - トレン・エスセニコ（Tren Escénico） (運行中) |
| ナウル           | →詳細は「 ナウルの鉄道 」を参照 |
| ニューカレドニア | - ヌメア＝パイタ鉄道 (廃止) |
| ニュージーランド | - ダンマウンテン鉄道 (廃止) |
| ペルー           | - ペルー・レイル (クスコ・サンタ・アナ鉄道区間、運行中) |
| スペイン         | - ソーリェル鉄道 (運行中) - 鉄道ツアー (ポートアベンチュラパークに存在）(運行中) - ソーリェル市電 (運行中) ソーリェル鉄道とソーリェルトラムは、バレアレス諸島のマヨルカ島にある。その他の鉄道も914 mm軌間であったが、2000年代の鉄道網の延伸、改修工事により1000 mmのメーターゲージに改軌された。 |
| イギリス         | →詳細は「 イギリスにおける3フィート軌間 （ 英語版 ） 」を参照 |
| アメリカ合衆国   | →詳細は「 アメリカ合衆国における3フィート軌間 （ 英語版 ） 」を参照 |

### 注記
1. ↑  1フィート ＝ 304.8 mm, 3フィート ≒ 914 mm